# L'Homme qui rit (film, 1928)
Pour les articles homonymes, voir L'Homme qui rit (homonymie).
Pour plus de détails, voir Fiche technique et Distribution.
L'Homme qui rit (titre original : The Man Who Laughs) est un film américain, réalisé par Paul Leni, sorti en 1928.
Le scénario du film, écrit par J. Grubb Alexander (en), est une adaptation du roman homonyme de Victor Hugo, publié en avril 1869, dont l’action se déroule dans l'Angleterre de la fin du XVIIe et du début du XVIIIe siècle.

## Synopsis
En Angleterre, à la fin du XVIIe siècle, le roi Jacques II se débarrasse de son ennemi, le Lord Clancharlie, et vend son jeune fils, Gwynplaine, aux trafiquants d'enfants qui le défigurent. Le garçon s'enfuit et sauve du froid un bébé aveugle, Dea.
Tous les deux sont recueillis par Ursus, un forain. Gwynplaine, baptisé « L'Homme qui rit », devient un célèbre comédien ambulant. Son destin sera bouleversé lorsqu'il découvrira plus tard, sous le règne de la reine Anne, ses origines nobles.

## Fiche technique
- Titre : L'Homme qui rit
- Titre original : The Man Who Laughs
- Réalisation : Paul Leni
- Scénario : J. Grubb Alexander (en), d'après le roman L'Homme qui rit, de Victor Hugo
- Photographie : Gilbert Warrenton
- Montage : Edward L. Cahn
- Musique : William Axt, Sam Perry et Erno Rapee
- Direction artistique : Charles D. Hall, Thomas F. O'Neill et Joseph C. Wright
- Costumes :  David Cox et Vera West
- Producteur : Paul Kohner
- Société de production : Universal Pictures
- Pays de production :  États-Unis
- Format : Noir et blanc — 35 mm — 1,20:1 — Son : Mono
- Genre : Film dramatique, Film d'horreur
- Durée : 110 minutes (1 h 50)
- Dates de sortie :
  - États-Unis : 27 avril 1928 (New York) ; 4 novembre 1928 (sortie nationale)
  - France 24 juillet 2002 (ressortie) ; 26 mars 2003 (ressortie)

## Distribution
- Mary Philbin : Dea
- Conrad Veidt : Gwynplaine

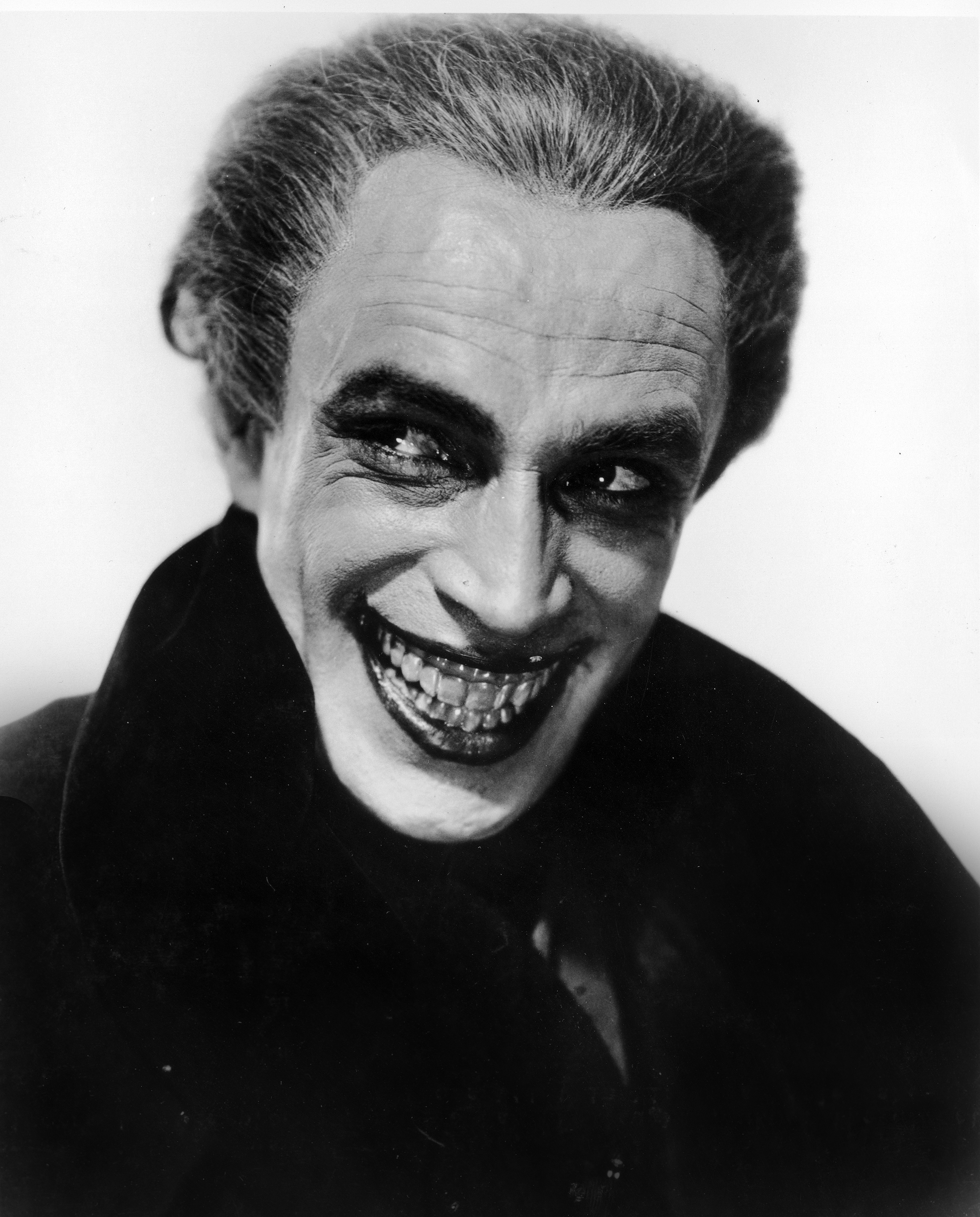
Conrad Veidt dans le rôle de Gwynplaine.

- Julius Molnar Jr. : Gwynplaine, enfant
- Olga Baclanova : la duchesse Josiana
- Brandon Hurst : Barkilphedro
- Cesare Gravina : Ursus
- Stuart Holmes : Lord Dirry-Moir
- Sam De Grasse : le roi James II
- George Siegmann : le docteur Hardquanonne
- Josephine Crowell : la reine Anne
- Charles Puffy : l'aubergiste
- Zimbo the Dog : Homo « le loup »
- Carrie Daumery : une dame d'honneur
- John George : le nain
- Lon Poff

## Autour du film
- Le tournage s'est déroulé à Universal City, en Californie, d'octobre 1927 à janvier 1928[réf. souhaitée].
- La chanson When Love Comes Stealing fut composée par Walter Hirsch, Lew Pollack et Erno Rapee[réf. souhaitée].
- Le rôle de Gwynplaine fut tout d'abord proposé à Lon Chaney[1].
- Le maquillage porté par Conrad Veidt dans ce film a inspiré Bob Kane, Jerry Robinson et Bill Finger pour créer le Joker[1].